# Drepanogynis dulcinaria
Drepanogynis dulcinaria là một loài bướm đêm trong họ Geometridae.